# Yvon Le Roux
Yvon Le Roux (19 d'abril de 1960) és un exfutbolista francès.

## Selecció de França
Va formar part de l'equip francès a la Copa del Món de 1986.